# Distrikt Virú
Der Distrikt Virú liegt in der Provinz Virú in der Region La Libertad in Nordwest-Peru. Er besitzt eine Fläche von 1077,15 km². Beim Zensus 2017 wurden 52.407 Einwohner gezählt. 10 Jahre zuvor lag die Einwohnerzahl bei 47.652. Der Distrikt wurde am 28. Dezember 1961 gegründet. Verwaltungssitz ist die Provinzhauptstadt Virú.

## Geographische Lage
Der Distrikt Virú erstreckt sich über den Norden der Provinz Virú, von der Pazifikküste über die aride Küstenebene Perus bis zur peruanischen Westkordillere. Der Distrikt hat eine 40 km lange Küstenlinie und reicht bis zu 42 km ins Landesinnere. Das untere Einzugsgebiet des Río Virú liegt im Distrikt. Der Distrikt reicht im Süden bis zur Mündung des Río Chao. Entlang dem Río Virú wird bewässerte Landwirtschaft betrieben. Ansonsten herrscht Wüstenvegetation. Im Norden grenzt der Distrikt an die Distrikte Salaverry und Laredo (beide in der Provinz Trujillo), im Osten an die Distrikte Carabamba und Huaso (beide in der Provinz Julcán) sowie im Süden an den Distrikt Chao.